# Ort (Insel)
Ort ist eine ungefähr 3670 Quadratmeter große Insel im österreichischen Traunsee, die zum Ort Ort in Gmunden gehört. Auf der Insel befindet sich das gleichnamige Seeschloss Schloss Ort. Dieses Schloss besteht aus zwei Gebäudekomplexen, dem Landschloss auf dem Festland und dem Seeschloss der Insel. Beide Teile sind durch eine ungefähr 120 Meter lange Holzbrücke verbunden. Der sich am Land befindliche Teil des Schlosses befindet sich auf der Halbinsel Toskana.
Das Schloss auf der Insel wurde 909 und später 1053 erstmals urkundlich erwähnt und 1626 nach einem Brand wieder aufgebaut. Bekannt wurde es durch die Fernsehserie Schlosshotel Orth.